# Tongxin
Tongxin (chinesisch 同心县, Pinyin Tóngxīn Xiàn) ist ein Kreis der bezirksfreien Stadt Wuzhong im Autonomen Gebiet Ningxia der Hui in der Volksrepublik China. 2020 zählte er 320.801 Einwohner.
Die Große Moschee von Tongxin (Tongxin qingzhen dasi) steht seit 1988 auf der Liste der Denkmäler der Volksrepublik China (3-136).